# Brachythecium leibergii
Brachythecium leibergii là một loài rêu trong họ Brachytheciaceae. Loài này được Grout mô tả khoa học đầu tiên năm 1897.